# ناسوویا ۵۳۴

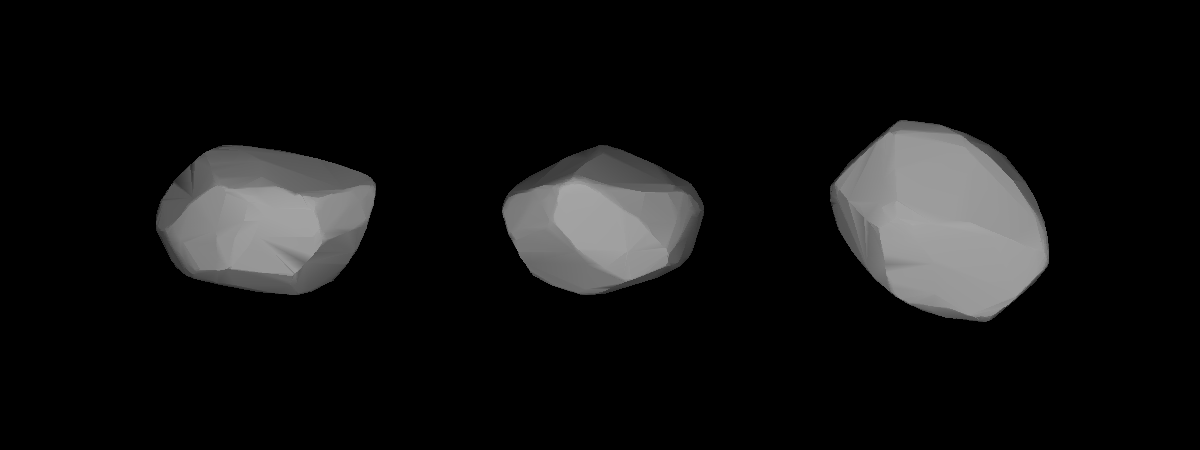
مدل سه‌بُعدی سیارک ناسوویا ۵۳۴ بر طبق منحنی نور آن

سیارک ۵۳۴ (به انگلیسی: 534 Nassovia، نامگذاری:1904OA) پانصد و سی و چهارمین سیارک کشف شده‌است که در ۱۹ آوریل ۱۹۰۴ و در هایدلبرگ کشف شد.
قدر مطلق سیارک برابر ۹٫۷۷ است.